# Isla Fisher
Isla Fisher est une actrice et femme de lettres australienne d'origine britannique (écossaise), née le 3 février 1976 à Mascate, au sultanat d'Oman.
Elle est principalement connue pour ses seconds rôles dans la comédie Serial noceurs (2005) et la saga Insaisissables.
Elle tient aussi le rôle-titre de la comédie Confessions d'une accro du shopping (2009). 
Elle a également écrit deux romans à succès durant les années 1990.

## Biographie

### Jeunesse et formation
Née britannique à Mascate au sultanat d'Oman, où son père travaillait comme banquier pour l'Organisation des Nations unies, de père et de mère écossais, Isla Lang Fisher (son prénom se prononce eye-la) s'installe rapidement avec sa famille à Bathgate en Écosse, avant de déménager à Perth en Australie quand elle a six ans. Elle a quatre frères. La famille quitte la nationalité britannique au profit de la nationalité australienne.
Passionnée très jeune par la comédie et l'écriture, elle fait ses premières apparitions dans des publicités à la télévision australienne à l'âge de neuf ans, avant de jouer dans des séries comme Bay Cove et Paradise Beach. Elle est scolarisée au Methodist Ladies' College et obtient des rôles de premier plan dans des productions scolaires. À 21 ans, elle étudie à l'École Internationale de Théâtre Jacques Lecoq, dans le 10e arrondissement de Paris.

### Vie privée
Dès fin 2001, Isla Fisher vit avec le comédien britannique Sacha Baron Cohen (Ali G, Borat), qu'elle a rencontré lors d'une fête à Sydney. Ils se fiancent en 2004 et se marient le 15 mars 2010 à Paris,. Elle se convertit au judaïsme après trois années d'études, ayant terminé sa conversion en 2007 et reçu la bénédiction de ses beaux-parents (et prend comme nom hébreu Ayala (איילה), qui signifie « biche »,).
Le couple a deux filles, Olive (née le 17 octobre 2007), et Elula Lottie Miriam (née en août 2010), et un garçon, Montgomery (né le 10 avril 2015).
Le 5 avril 2024, sur Instagram, Sacha Baron Cohen et Isla Fisher annoncent leur séparation après plus de 20 ans de relation et 12 ans de mariage,.

### Débuts d'actrice (1994-2004)
De 1994 à 1997, elle obtient un rôle important — celui de Shannon Reed — dans Summer Bay, un soap opera célèbre en Australie, qui a permis a des comédiens confirmés comme Guy Pearce, Naomi Watts ou Heath Ledger de lancer leur carrière. Durant ces trois ans passés dans le feuilleton, elle obtient la 35e place du classement des 100 femmes les plus sexy du monde du magazine FHM. Mais elle est lassée de passer pour une actrice de feuilleton abonnée aux tabloïds, elle décide de prouver son talent.
À vingt ans, elle fait une pause durant laquelle elle publie, avec l'aide de sa mère, deux livres, Seduced by Fame et Bewitched, qui obtiennent des succès de ventes dans les librairies australiennes, puis elle s'envole ensuite à Paris où elle suit les cours de l'école internationale de théâtre Jacques Lecoq et a continué à apparaître dans la pantomime au Royaume-Uni. Elle a également joué avec Darren Day (en) dans la comédie musicale Summer Holiday et a participé dans la production théâtrale londonienne Cosi.
Puis elle tente sa chance aux États-Unis avec Scooby-Doo, en 2002, partageant ainsi la vedette avec Sarah Michelle Gellar, Linda Cardellini, Matthew Lillard et Freddie Prinze Jr.. Mais cette première expérience hollywoodienne ne lui permet cependant pas de recevoir plus de scénario. Pugnace, la jeune femme continue d'arpenter les castings. Elle se retrouve notamment à l'affiche, dans des rôles secondaires, de Dallas 362, de Scott Caan, jouant face à Jeff Goldblum (2003) et J'adore Huckabees (2004), avec Isabelle Huppert, Naomi Watts et Dustin Hoffman.

### Révélation (2005-2012)

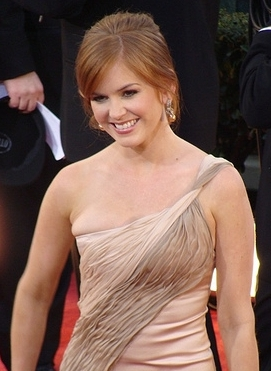
L'actrice en janvier 2009, aux Golden Globes, l'année de sortie de Confessions d'une accro du shopping.

Ce n'est qu'en 2005 qu'elle se fait remarquer grâce à sa performance de jeune femme délurée et nymphomane dans la comédie Serial noceurs, réalisé par David Dobkin, où elle partage la vedette avec Owen Wilson, Vince Vaughn, Christopher Walken et Rachel McAdams. Son interprétation ne passe pas inaperçue puisqu'elle obtient le MTV Movie Award de la révélation de l'année.
Elle reste cependant lucide vis-à-vis d'Hollywood. C'est en effet durant ce tournage qu'elle déclare avoir compris qu'il y a un manque d'opportunités pour les actrices à Hollywood, déclarant même que c'est une « honte ».
Après ce premier succès, elle tourne dans des productions indépendantes diverses (la comédie dramatique London, le polar The Lookout, avec Joseph Gordon-Levitt et les comédies Mariage Express, avec Jason Biggs et Hot Rod, avec Andy Samberg). Elle a fait également un caméo dans le long-métrage d'animation Les Simpson, le film, mais sa prestation fut coupée au montage.
En 2008, elle prête sa voix à un des personnages du dessin animé Horton, puis est l'une des actrices principales de la comédie romantique Un jour, peut-être, où elle est la meilleure amie et la confidente du personnage principal du film, incarné par Ryan Reynolds.
Ce n'est qu'en 2009 qu'elle obtient pour la première fois un rôle de premier plan, en incarnant la journaliste financière dépendante aux achats de vêtements Rebecca Bloomwood dans Confessions d'une accro du shopping avec Hugh Dancy, adaptation du roman éponyme de Sophie Kinsella, et produit par Jerry Bruckheimer. Le film fonctionne au box-office, malgré des critiques désastreuses. La performance de l'actrice, dont c'est le premier grand rôle, est néanmoins appréciée.
En 2010, elle persiste donc dans la comédie avec Cadavres à la pelle, de John Landis, où elle partage la vedette avec les Britanniques Simon Pegg et Andy Serkis.
L'année suivante, elle se contente de prêter sa voix à un des personnages du film d'animation Rango, aux côtés de Johnny Depp.
Elle fait son retour au cinéma en 2012 avec la comédie potache Bachelorette, produite par Will Ferrell, dans laquelle elle joue aux côtés de Kirsten Dunst et Lizzy Caplan. La même année, elle prête sa voix à la fée des dents dans le film d'animation Les Cinq Légendes. Par la suite, elle se contente de seconds rôles au cinéma.

### Rôles depuis 2013

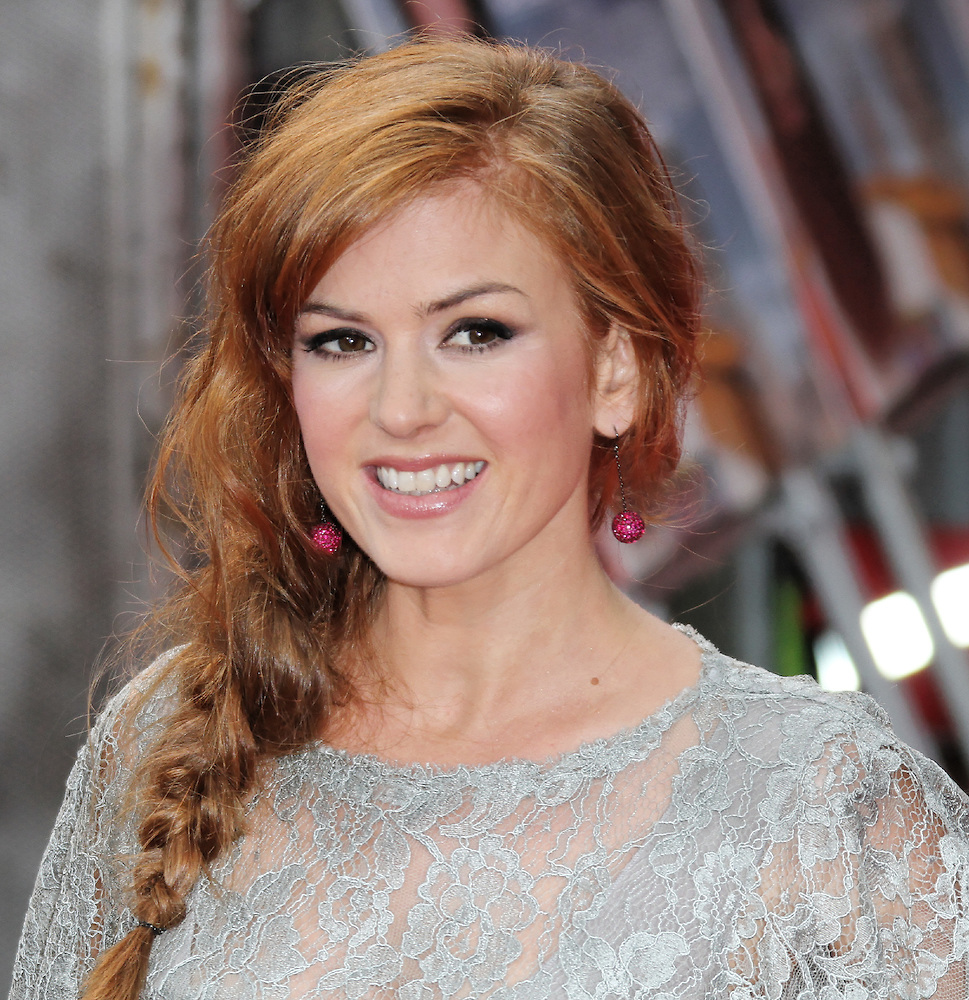
L'actrice en mai 2012, à Londres, à la première mondiale de The Dictator.

En 2013, après avoir tenu un rôle secondaire dans Gatsby le Magnifique, elle intègre la distribution chorale du thriller Insaisissables, où elle incarne une illusionniste membre d'un groupe de magiciens traqué par le FBI pour des braquages. Le film rencontre dès sa sortie un énorme succès commercial, et une suite est mise en chantier. La même année, elle garde un pied dans la comédie en participant à quelques épisodes de la quatrième saison de la série Arrested Development.
En 2014, elle joue aux côtés de Jennifer Aniston dans la comédie dramatique Life of Crime, de Daniel Schechter, mais est obligée de décliner Insaisissables 2, en raison de sa grossesse.
En 2016, elle défend trois projets : tout d'abord, elle est à l'affiche de la comédie Grimsby, réalisée par Louis Leterrier, et co-écrite par Sacha Baron Cohen. Elle y évolue aux côtés de son compagnon, mais également de Rebel Wilson et Penélope Cruz.
La même année, elle fait partie du casting entourant Amy Adams et Jake Gyllenhaal pour le thriller Nocturnal Animals, réalisé par Tom Ford, d'après le roman Tony and Susan, d'Austin Wright. Elle y a aussi pour partenaires Michael Shannon, Kim Basinger, Armie Hammer et Aaron Taylor-Johnson.
Enfin, avec Zach Galifianakis, Jon Hamm et Gal Gadot, elle forme le quatuor au centre de la comédie d'action Les Espions d'à côté, réalisée par Greg Mottola. Le film est un flop.
En 2018, elle seconde un autre quatuor pour une comédie d'action Tag : Une règle, zéro limite, composé cette fois d'Ed Helms, Jeremy Renner, Jon Hamm et Jake Johnson.
L'année suivante, elle joue dans la comédie noire The Beach Bum, film indépendant d'Harmony Korine porté par Matthew McConaughey et Zac Efron. Puis elle fait partie du casting de la satire Greed, réalisée par Michael Winterbottom.
En 2021, elle obtient un des rôles principaux dans la série australienne  wolf like me d'Abe Forsythe , où elle donne la réplique entre autres à Josh Gad . La série est désormais accessible en France sur Amazon prime. Le show est toujours en diffusion.

## Filmographie

### Cinéma

#### Longs métrages
- 2000 : Out of Depth de Simon Marshall : fille australienne #1
- 2001 : Swimming Pool : La Piscine du danger (Swimming Pool - Der Tod Feiert Mit) de Boris von Sychowski : Kim
- 2002 : Scooby-Doo (Scooby-Doo) de Raja Gosnell : Mary Jane
- 2003 : The Wannabes (en) (The Wannabes) de Nick Giannopoulos (en) : Kirsty
- 2003 : Dallas 362 (Dallas 362) de Scott Caan : fille rousse
- 2004 : J'adore Huckabees (I Heart Huckabees) de David O. Russell : Heather
- 2005 : Serial noceurs (Wedding Crashers) de David Dobkin : Gloria Cleary
- 2005 : London de Hunter Richards : Rebecca
- 2006 : Mariage Express (Wedding Daze) de Michael Ian Black : Katie
- 2007 : The Lookout de Scott Frank : Luvlee
- 2007 : Hot Rod de Akiva Schaffer : Denise
- 2008 : Un jour, peut-être (Definitely, Maybe) de Adam Brooks : April Hoffman
- 2008 : Horton (Horton Hears a Who!) de Jimmy Hayward et Steve Martino : Dr Mary Lou Larue (voix)
- 2009 : Confessions d'une accro du shopping (Confessions of a Shopaholic) de Paul John Hogan : Rebecca Bloomwood
- 2010 : Cadavres à la pelle (Burke & Hare) de John Landis : Ginny
- 2011 : Rango de Gore Verbinski : Fève[n 2] (voix)
- 2012 : Bachelorette de Leslye Headland : Katie
- 2012 : Les Cinq Légendes (Rise of the Guardians) de Peter Ramsey : la fée des dents (voix)
- 2013 : Gatsby le Magnifique (The Great Gatsby) de Baz Luhrmann : Myrtle Wilson
- 2013 : Insaisissables (Now You See Me) de Louis Leterrier : Henley Reeves
- 2014 : Life of Crime de Daniel Schechter : Melanie Ralston
- 2015 : Visions de Kevin Greutert : Eveleigh
- 2015 : Klovn Forever de Mikkel Nørgaard : elle-même
- 2016 : Grimsby : Agent trop spécial (The Brothers Grimsby) de Louis Leterrier : Jodie Figgis
- 2016 : Nocturnal Animals de Tom Ford : Laura Hastings
- 2016 : Les Espions d'à côté (Keeping Up with the Joneses) de Greg Mottola : Karen Gaffney
- 2018 : Tag : Une règle, zéro limite (Tag) de Jeff Tomsic : Anna Malloy
- 2019 : The Beach Bum de Harmony Korine : Minnie
- 2019 : Greed de Michael Winterbottom : Samantha McCreadie
- 2020 : Marraine ou presque (Godmothered) de Sharon Maguire : Mackenzie Walsh
- 2020 : L'Esprit s'amuse (Blithe Spirit) d'Edward Hall : Ruth Condomine
- 2021 : Retour au bercail (Back to the Outback) de Clare Knight et Harry Cripps : Maddie (voix)
- 2023 : Backstreet Dogs (Strays) de Josh Greenbaum : Maggie (voix)
- 2023 : Dog Man de Peter Hastings : Sarah Hatoff (voix)
- 2024 : The Present de Christian Ditter : Jen Diehl
- 2025 : Bridget Jones : Folle de lui (Bridget Jones: Mad About the Boy) de Michael Morris : Rebecca
- 2025 : Insaisissables 3 (Now You See Me 3) de Ruben Fleischer : Henley Reeves
- 2025 : Jay Kelly de Noah Baumbach : Pamela Palmer
- 2025 : Playdate de Luke Greenfield : Leslie
- 2025 : Spa Weekend de Jon Lucas et Scott Moore

#### Courts métrages
- 1997 : Burn Magnet : Emma
- 1998 : Furnished Room de Charly Kantor : Jennie

### Télévision

#### Téléfilms
- 2001 : Attila de Dick Lowry : Cerca
- 2002 : Random Acts of Intimacy de Clio Barnard

#### Séries télévisées
- 1993 : Bay Cove : Vanessa Walker
- 1993 : Paradise Beach : Robyn Devereaux Barsby (2 épisodes)
- 1994-1997 : Summer Bay (Home and Away) : Shannon Reed (184 épisodes)
- 1999 : Oliver Twist (en) : Bet (3 épisodes)
- 2000 : Sunburn (en) : Femme (1 épisode)
- 2000 : Hearts and Bones : Serveuse australienne
- 2002 : BeastMaster, le dernier des survivants (BeastMaster) : Manaka (1 épisode)
- 2004 : Pilot Season (en) de Sam Seder (mini-série) : Butterfly
- 2011 : Neighbors from Hell (en) : Voix (1 épisode)
- 2011 : Bored to Death : Rose (2 épisodes)
- 2013 : Arrested Development : Rebel Alley (saison 4, 15 épisodes)
- 2022-2023 : Wolf Like Me : Mary (rôle principal)

## Bibliographie

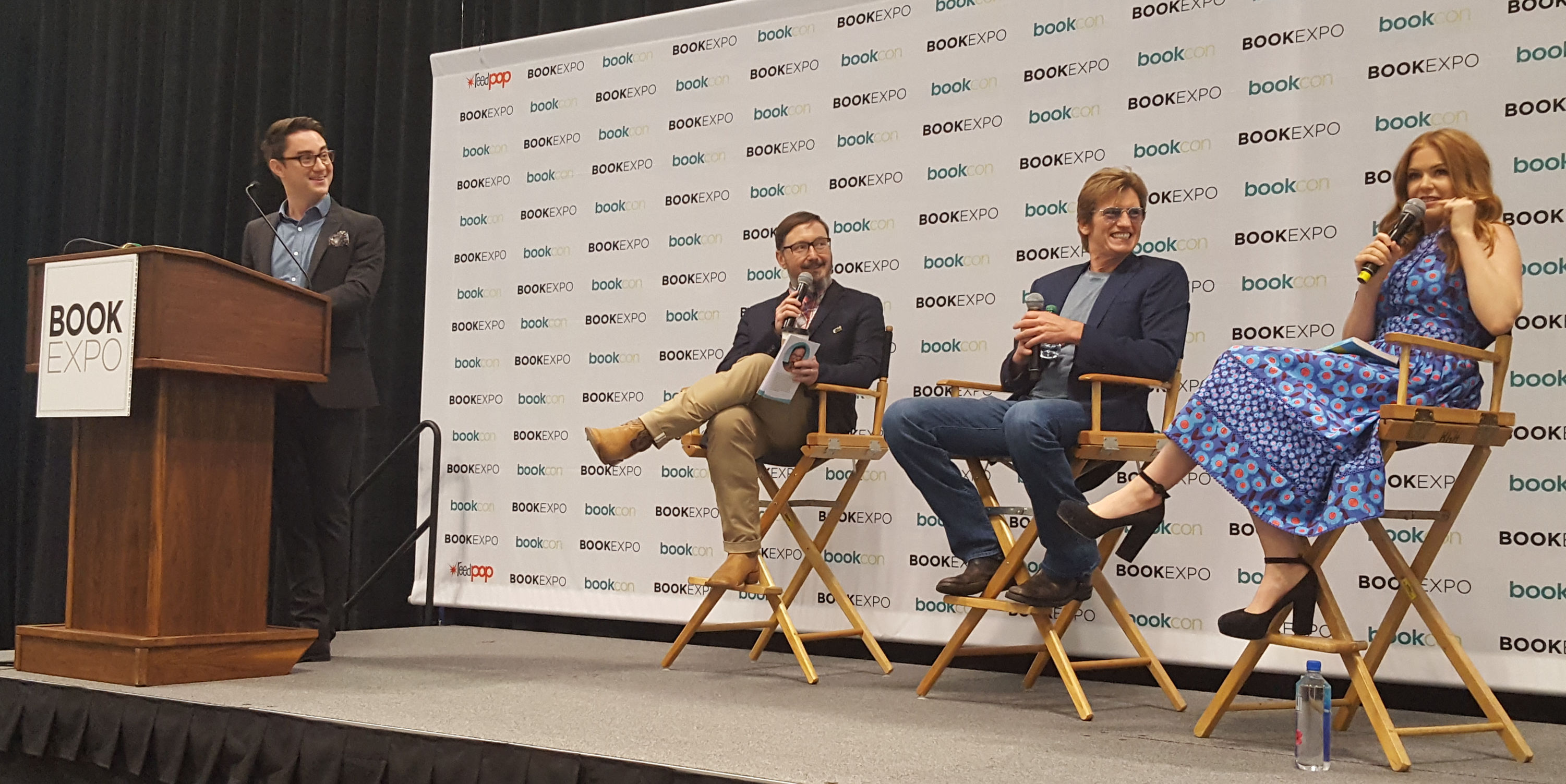
La romancière au BookExpo 2017, avec John Hodgman et Denis Leary.

## Distinctions
- Nommée pour le « Prix de l'actrice la plus populaire » au Logie Awards pour Summer Bay (1996).
- Récompensée comme « Meilleure révélation féminine » au MTV Movie Awards pour Serial noceurs (2006).
- Nommée en tant que « Révélation féminine de l'année » au Teen Choice Awards pour Serial noceurs (2006).
- Nommée pour le « Prix du meilleur cri » au Teen Choice Awards en 2006 pour Serial noceurs (2006).
- Nommée pour le « Prix de la meilleure actrice » au Teen Choice Awards pour Confessions d'une accro du shopping (2009).

## Voix francophones
En France, plusieurs comédiennes ont doublé Isla Fisher. Dorothée Pousséo et Audrey Sablé l'ont doublée respectivement à cinq et à quatre reprises. Marie-Eugénie Maréchal, Céline Mauge et Véronique Alycia l'ont doublée à deux reprises.
Au Québec, Isla Fisher est principalement doublée par Véronique Marchand. Karine Vanasse l'a doublée à cinq reprises.